# 日本図書館協会
公益社団法人日本図書館協会（にほんとしょかんきょうかい、Japan Library Association: JLA）は、日本の図書館を代表する総合的な全国組織として、図書館の成長・発展に寄与する活動を展開している。元文部科学省所管、国際図書館連盟に加盟。

## 沿革
- 1892年 - 日本文庫協会 として設立、アメリカ、イギリスに次ぐ世界3番目の図書館団体として設立[1]
- 1907年 - 『図書館雑誌』発刊[2]
- 1908年 - 日本図書館協会と改称
- 1930年 - 社団法人設立認可[3]
- 1945年 - 財団法人に改組し、大日本図書館協会と改称[3]
- 1947年 - 社団法人に改組し、再び日本図書館協会と改称[3]
- 1949年 - 図書推薦選定委員会を設置。図書推薦を開始[4]。
- 2014年 - 公益社団法人化
- 2016年 - 2015年度（2016年3月まで）をもって図書選定事業を終了[5]

## 概要

### 綱領
- 図書館の自由に関する宣言
- 図書館員の倫理綱領

### 刊行物
雑誌
- 図書館雑誌（月刊）
- 現代の図書館（季刊）

刊行書
- 日本十進分類法
- 日本目録規則
- 基本件名標目表
- 日本の参考図書
- 図書館年鑑
- 日本の図書館
- JLA図書館情報学テキストシリーズ

### 会員資格
会員は以下の種類がある。
- 個人会員（図書館や出版、情報関係の職にある者と図書館に関心のある者）
- 施設会員（図書館や資料室等）
- 準会員（学生）
- 会友（退職した図書館職員のうち、10年以上個人会員である者）
- 賛助会員（協会の事業を賛助する個人および団体）

### 理事長
役職名は「会長」から「専務理事」、「理事長」へと変更されている。
| 氏名       | 研究分野     | 在任期間              | 備考                               |
| ---------- | ------------ | --------------------- | ---------------------------------- |
| 田中稲城   |              | 1900年 - 1904年       | 「日本文庫協会」初代会長           |
| 和田万吉   |              | 1904年 - 1907年       |                                    |
| 市島謙吉   |              | 1907年 - 1908年       |                                    |
| 市島謙吉   |              | 1908年 - 1910年       | 「日本図書館協会」に改称。         |
| 渡辺又次郎 |              | 1910年                |                                    |
| 西村竹間   |              |                       |                                    |
| 太田為三郎 |              | 1913年 - 1914年       |                                    |
| 田中一貞   |              | 1914年 - 1916年       |                                    |
| 和田万吉   |              | 1916年 - 1918年       | 再任。「日本文庫協会」2代目会長。  |
| 坪谷善四郎 |              | 1918年 - 1920年       |                                    |
| 今沢慈海   |              | 1920年 - 1922年       |                                    |
| 太田為三郎 |              | 1922年 - 1923年       | 再任。                             |
| 今沢慈海   |              | 1923年 - 1926年       | 専務理事に役職名変更。             |
| 姉崎正治   |              | 1926年                |                                    |
| 今井貫一   |              |                       | 理事長に役職名変更。               |
| 松本喜一   |              | 1928年 - 1930年       |                                    |
| 林癸未夫   |              |                       |                                    |
| 松本喜一   |              | 1931年 - 1939年       | 再任。                             |
| 高柳賢三   |              | 1939年 - 1943年       |                                    |
| 高柳賢三   |              | 1943年 - 1945年       | 日本図書館協会会長に役職名変更。   |
| 岡部長景   |              | 1945年 - 1946年       | 大日本図書館協会会長に役職名変更。 |
| 安倍能成   | カント哲学   | 1946年 - 1947年       |                                    |
| 金森徳次郎 |              | 1948年 - 1959年       | 日本図書館協会会長に役職名変更。   |
| 森戸辰男   |              | 1964年 - 1979年       |                                    |
| 永井道雄   |              | 1982年 ‐ 2000年       |                                    |
| 竹内悊     | 比較図書館学 | 2001年5月 - 2005年5月 |                                    |
| 塩見昇     |              | 2005年 - 2013年5月    |                                    |

- 土岐善麿